# Groupe 5 du tableau périodique
Le groupe 5 du tableau périodique, autrefois appelé groupe VA dans l'ancien système IUPAC utilisé en Europe et groupe VB dans le système CAS nord-américain, contient les éléments chimiques de la 5e colonne, ou groupe, du tableau périodique des éléments :
| Période | Élément chimique | Élément chimique | Z   | Famille d'éléments  | Configuration électronique[2] |
| ------- | ---------------- | ---------------- | --- | ------------------- | ----------------------------- |
| 4       | V                | Vanadium         | 23  | Métal de transition | [Ar] 4s2 3d3                  |
| 5       | Nb               | Niobium          | 41  | Métal de transition | [Kr] 5s1 4d4 ( * )            |
| 6       | Ta               | Tantale          | 73  | Métal de transition | [Xe] 6s2 4f14 5d3             |
| 7       | Db               | Dubnium          | 105 | Métal de transition | [Rn] 7s2 5f14 6d3             |
( * )   Exceptions à la règle de Klechkowski : niobium 41Nb.

Éléments du groupe 5
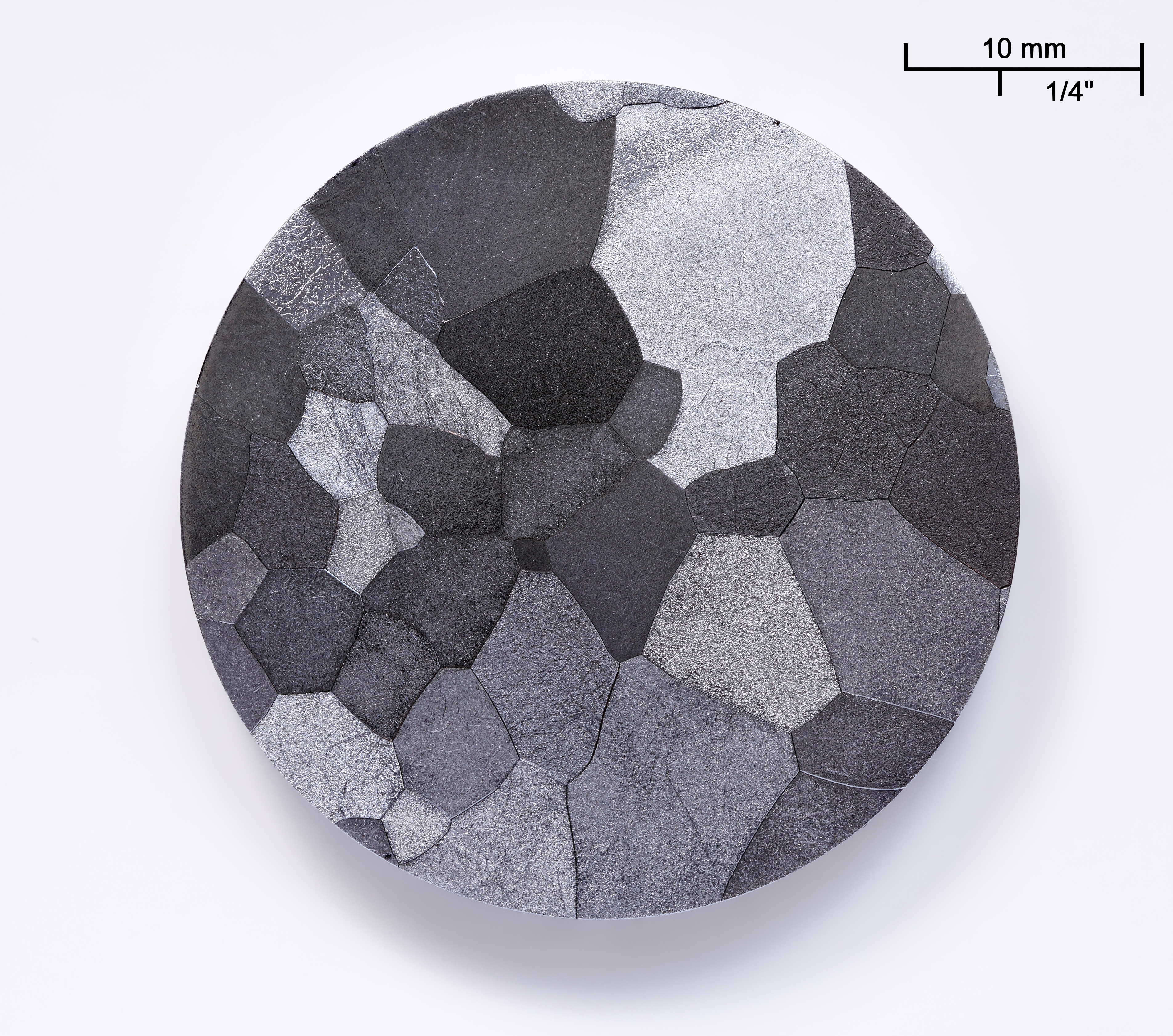
Vanadium
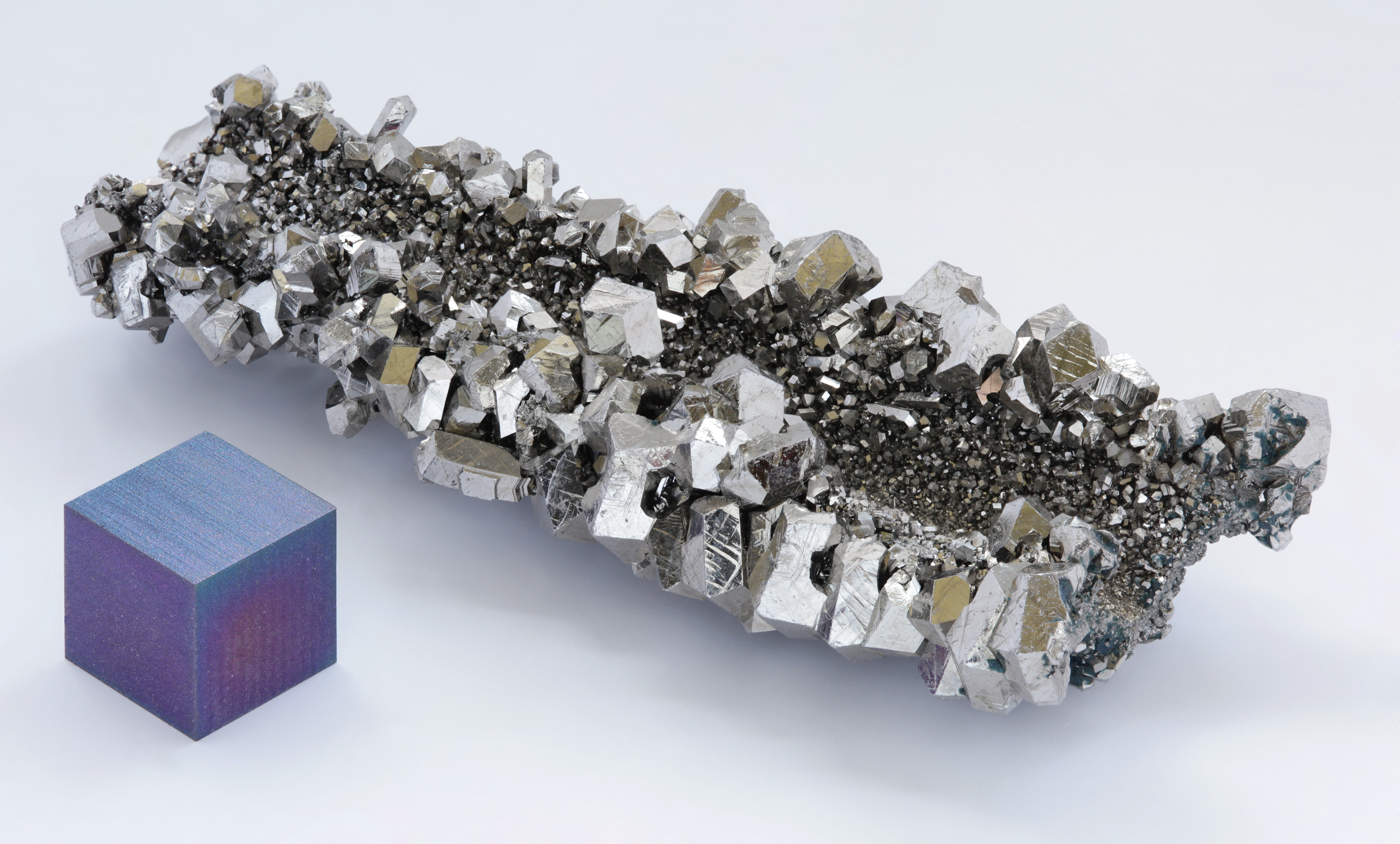
Niobium
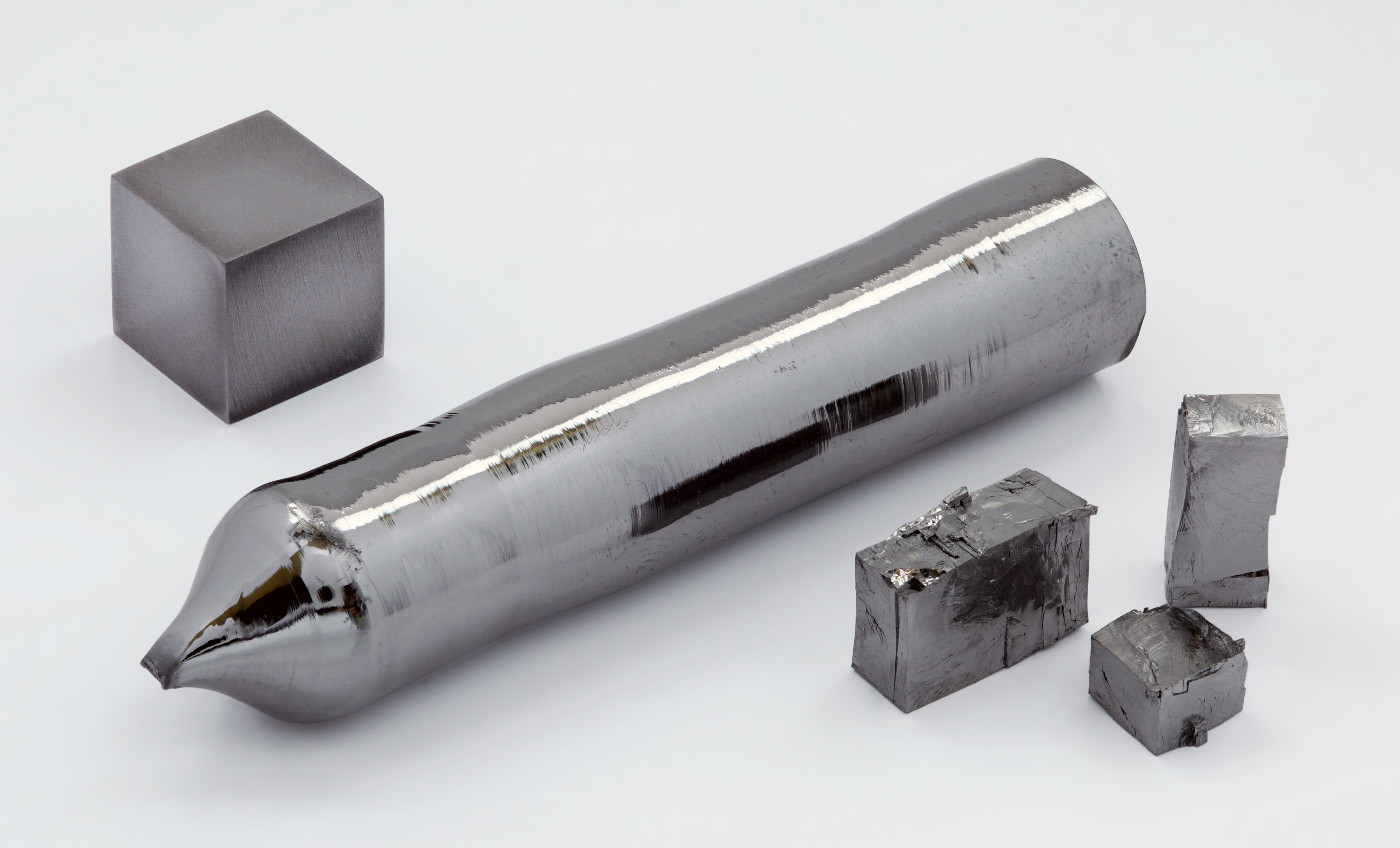
Tantale